# Брестское пиво
ОАО «Брестское пиво» (бел. ААТ «Брэсцкае піва») — белорусское предприятие по производству пива, плодового вина, безалкогольных напитков и минеральной воды, расположенное в Бресте.

## История

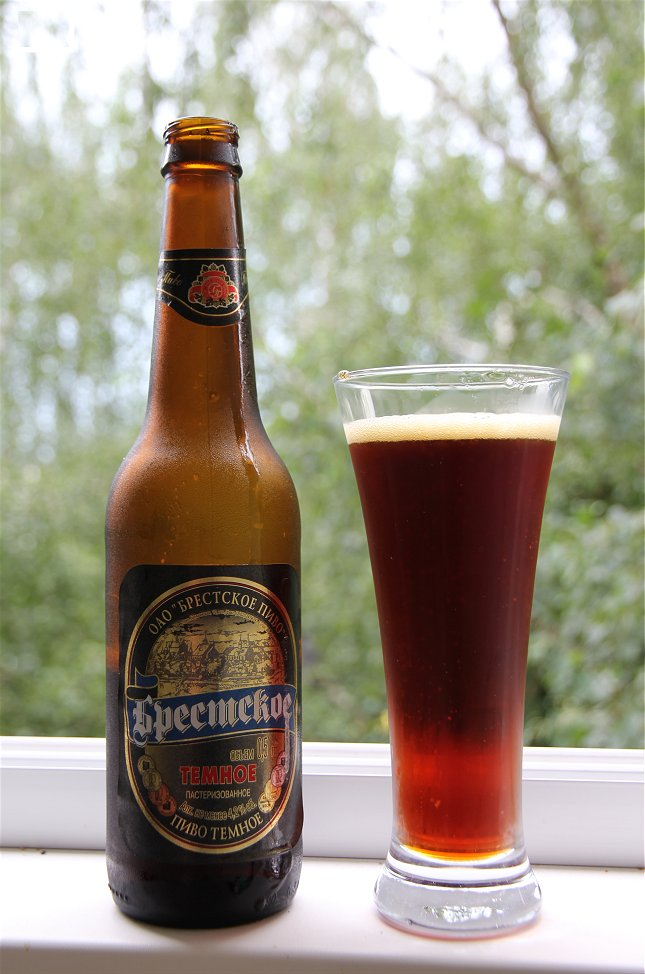
Бутылка «Брестского» тёмного пива

В 1967 году в Бресте был основан пивоваренно-винодельческий комбинат. В 1970 году была запущена в эксплуатацию первая очередь комбината, первой продукцией стал розлив «Портвейна Таврического». В марте 1971 года начался розлив пива «Жигулёвского» в бутылках 0,5 л, в июле того же года начался розлив хлебного кваса, ситро, лимонада и напитка «Дюшес». 7 января 1972 года дирекция строящегося комбината была преобразована в Брестский пивоваренно-винодельческий комбинат. С апреля 1972 года комбинат входил в Республиканское хозрасчётное промышленное объединение пивоваренной, безалкогольной и винодельческой промышленности «Белпиввинпром». В 1986 году, после начала антиалкогольной кампании в СССР, Брестский пивоваренно-винодельческий комбинат был преобразован в Брестский комбинат безалкогольных напитков. В том же году на комбинате была запущена линия по розливу «Пепси-колы» и «Фанты»; по другой информации, цех «Пепси» и «Фанты» был принят в эксплуатацию в ноябре 1987 года. В 1986 году завод передан в состав созданного агрокомбината «Западный Буг». В 1990 году была пробурена скважина минеральной воды (1290 м), к 1993 году было освоено её бутилирование. В 1998 году завод начал производить слабоалкогольные напитки (джин-тоник), плодовые вина, начался розлив напитков в ПЭТ-тару. С 2001 года — открытое акционерное общество «Брестское пиво» в составе концерна «Белгоспищепром» (ранее существовало в форме коммунального унитарного предприятия). В 2003—2010 годах модернизировалось пивное производство.

## Современное состояние
В 2014 году завод произвёл 1819 тыс. дал пива 16 наименований при мощности в 4300 тыс. дал (42,3 % использования мощностей; пиво разливалось в стеклянные бутылки 0,5 л, ПЭТ-тару от 1 до 2,5 л, кеги 30 и 50 л), 52,4 тыс. дал плодового вина 5 наименований (мощность — 500 тыс. дал, использование мощностей — 10,5 %), 125,4 тыс. дал напитков в ПЭТ-бутылках (мощность — 1216 тыс. дал, использование мощностей — 10,3 %; выпускалось 14 наименований безалкогольных напитков и 2 наименования минеральной воды), 38,3 тыс. дал кваса хлебного (мощность — 380 тыс. дал, использование мощностей — 10,1 %). В 2013 году завод также разливал виноградное вино, но в 2014 году не осуществлял эту деятельность. Доля «Брестского пива» на рынке Республики Беларусь составляла 2,8 %. В 2014 году выручка завода от реализации продукции составляла 156,9 млрд руб. (ок. 15 млн долларов), чистый убыток составил 26,8 млрд руб. (ок. 2,5 млн долларов), рентабельность реализованной продукции была отрицательной и составляла −15,7 %. 73,1 % продукции поставлялось на внутренний рынок, 26,9 % экспортировалось в Латвию, Литву, Эстонию, Россию, Казахстан, Молдову, Грузию. По состоянию на 1 января 2015 года на заводе работало 344 человека. Государству принадлежало 89 % акций завода.
В связи с тяжёлым экономическим положением предприятие оказалось на грани банкротства. 23 июня 2014 года экономический суд Брестской области начал рассматривать дело о банкротстве предприятия и установил защитный период до 31 июля. 20 ноября 2014 года завод был признан банкротом и начал санацию предприятия. Впоследствии санация неоднократно продлевалась. 22 октября 2020 года было достигнуто мировое соглашение.
Летом 2020 года завод был продан в рассрочку зарегистрированной в Болгарии компании «Мультигруп Трейд» армянского бизнесмена Гагика Царукяна.
По состоянию на начало 2025 года все сотрудники предприятия уволены по причине невыплаты заработных плат с августа 2024 года. Назначен суд по проведению процедуры банкротства.